# Egyenletes eloszlás

Az egyenletes eloszlás sűrűségfüggvénye

A valószínűségszámításban egy X folytonos valószínűségi változót az [a,b] intervallumon egyenletes eloszlásúnak nevezünk, ha sűrűségfüggvénye:
{\displaystyle f(x)={\begin{cases}{\frac {1}{b-a}}&\mathrm {ha} \ a\leq x\leq b,\\[8pt]0&\mathrm {ha} \ x<a\ \mathrm {vagy} \ x>b\end{cases}}}
A véletlengenerátorokat úgy tervezik, hogy egy adott intervallumon minél inkább megközelítsék az egyenletes eloszlást.
Beszélnek diszkrét egyenletes eloszlásról is. Ilyen például a szabályos dobókockával dobott számok eloszlása.

## Jellemző függvényei

Az egyenletes eloszlás eloszlásfüggvénye

Eloszlásfüggvénye
{\displaystyle F(x)={\begin{cases}0&\mathrm {ha} \ x<a,\\{\frac {x-a}{b-a}}&\mathrm {ha} \ a\leq x\leq b,\\1&\mathrm {ha} \ x>b\\\end{cases}}}
Karakterisztikus függvénye
{\displaystyle \varphi (t)={\frac {e^{it{\frac {a+b}{2}}\sin {t{\frac {b-a}{2}}}}}{t{\frac {b-a}{2}}}}}

## A sűrűségfüggvényének tulajdonságai
- Szimmetrikus az (a+b)/2 pontra.
- Az [a,b] intervallum minden pontja maximumhely.
- A konvolúció kisimítja az eloszlásfüggvényt.
  - Két ugyanolyan paraméterezésű egyenletes eloszlású valószínűségi változó konvolúciója háztetőfüggvényt ad.
  - Három ugyanolyan paraméterezésű egyenletes eloszlású függvény konvolúciója már folytonosan differenciálható.

## Jellemző mennyiségei
Várható értéke
{\displaystyle \mathbf {E} (X)={\frac {a+b}{2}}}
Szórása
{\displaystyle \mathbf {D} (X)={\frac {b-a}{\sqrt {12}}}}
Momentumai
A páratlan centrális momentumai nullával egyenlőek, a párosak
{\displaystyle \mathbf {E} (X-\mathbf {E} (X))^{2r}=\left({\frac {b-a}{2}}\right)^{2r}(2r+1)^{-1}}
Ferdesége
{\displaystyle \beta _{1}(X)=0\,}
Lapultsága
{\displaystyle \beta _{2}(X)=-1,2\,}

## Diszkrét egyenletes eloszlás
Be lehet vezetni diszkrét egyenletes eloszlást is. Ekkor a felvehető értékek halmaza nem egy intervallum, hanem különálló számok véges halmaza, amik mind ugyanolyan valószínűséggel adódnak. Ilyen például a szabályos kockadobás eredménye. Az értékek halmaza {1,2,3,4,5,6}, és mindegyiknek 1/6 a valószínűsége. Ha a kocka nem szabályos, és valamelyik számnak nagyobb a valószínűsége, mint a többinek, akkor a dobás eredménye nem lesz egyenletes eloszlású.

## Többdimenziós egyenletes eloszlás
Az egydimenziós esethez hasonlóan definiálható a magasabb dimenziós egyenletes eloszlás.
Legyen G véges mérhető halmaz. Akkor mondjuk, hogy X egyenletes eloszlású valószínűségi változó G-n, ha G bármely mérhető részhalmazára annak mértékével arányos valószínűséggel esik.
Jelölje G mértékét (területét, térfogatát) λ(G)! Ekkor X sűrűségfüggvénye:
{\displaystyle f(x)={\begin{cases}{\frac {1}{\lambda (G)}}&\mathrm {ha} \ x\in G,\\0&\mathrm {egy{\acute {e}}bk{\acute {e}}nt} \\\end{cases}}}